# Phalombe
Phalombe (già Fort Lister fino al 1964) è un centro abitato del Malawi, situato nella Regione Meridionale.